# Mitthyridium micro-undulatum
Mitthyridium micro-undulatum là một loài rêu trong họ Calymperaceae. Loài này được Dixon H. Rob. mô tả khoa học đầu tiên năm 1975.